# Ер'янс Валль
Ер'янс Валль (швед. Örjans vall) — футбольний стадіон у шведському місті Гальмстад, домашня арена футбольних клубів «Гальмстад» та «ІС Гальмія». Відкритий у 1922 році та неодноразово реконструйований з того часу. Максимальна місткість стадіону становить 15 500 глядацьких місць. Арена приймала два матчі Чемпіонату світу з футболу 1958 року. Назва стадіону походить від місця розташування, на якому в середні віки знаходилася лікарня Святого Ер'яна.

## Історія
На початку 20-их років XX століття рівень безробіття у Швеції був досить високим і уряд ухвалив рішення щодо вжиття заходів до створення нових робочих місць. Грант на будівництво спортивного майданчика у Гальмстаді було виділено спільними зусиллями Національної конфедерації з популяризації спорту та Державної комісії з безробіття. Відкриття стадіону відбулося 30 липня 1922 року за участі кронпринца Густава Адольфа. Свідками цієї події стали більше 12 000 глядачів, що були присутні на самій арені, та велика кількість людей, що розташувалася вздовж паркану стадіону. Церемонія відкриття включала в себе концерт, парад за участю більше, ніж 100 спортсменів з усієї країни, промову кронпринца та інших високих чинів.
Протягом наступних двох десятиліть на стадіоні проходили різноманітні спортивні заходи. Так у 1940 році на Ер'янс Валль відбулися масштабні змагання, у яких взяли участь такі відомі шведські спортсмени, як Гундер Гегг та Гокан Лідман. А взимку 1956 року бігові доріжки залили та перетворили на місце змагання ковзанярів, серед яких був і олімпійський чемпіон Сігге Ерікссон.
Втім найбільш пам'ятним у історії стадіону, безумовно, став 1958 рік. Ер'янс Валль був удостоєний честі приймати одразу два матчі Чемпіонату світу з футболу 1958 року, що проходив у Швеції. 8 червня 1958 року на цій арені збірна Північної Ірландії зійшлася у двобої зі збірною Чехословаччини та перемогла з рахунком 1:0. Матч відвідали 10 647 глядачів. А три дні потому північно-ірландці протистояли збірній Аргентини та поступилися з рахунком 1:3. На цій грі були присутні 14 174 глядачі.

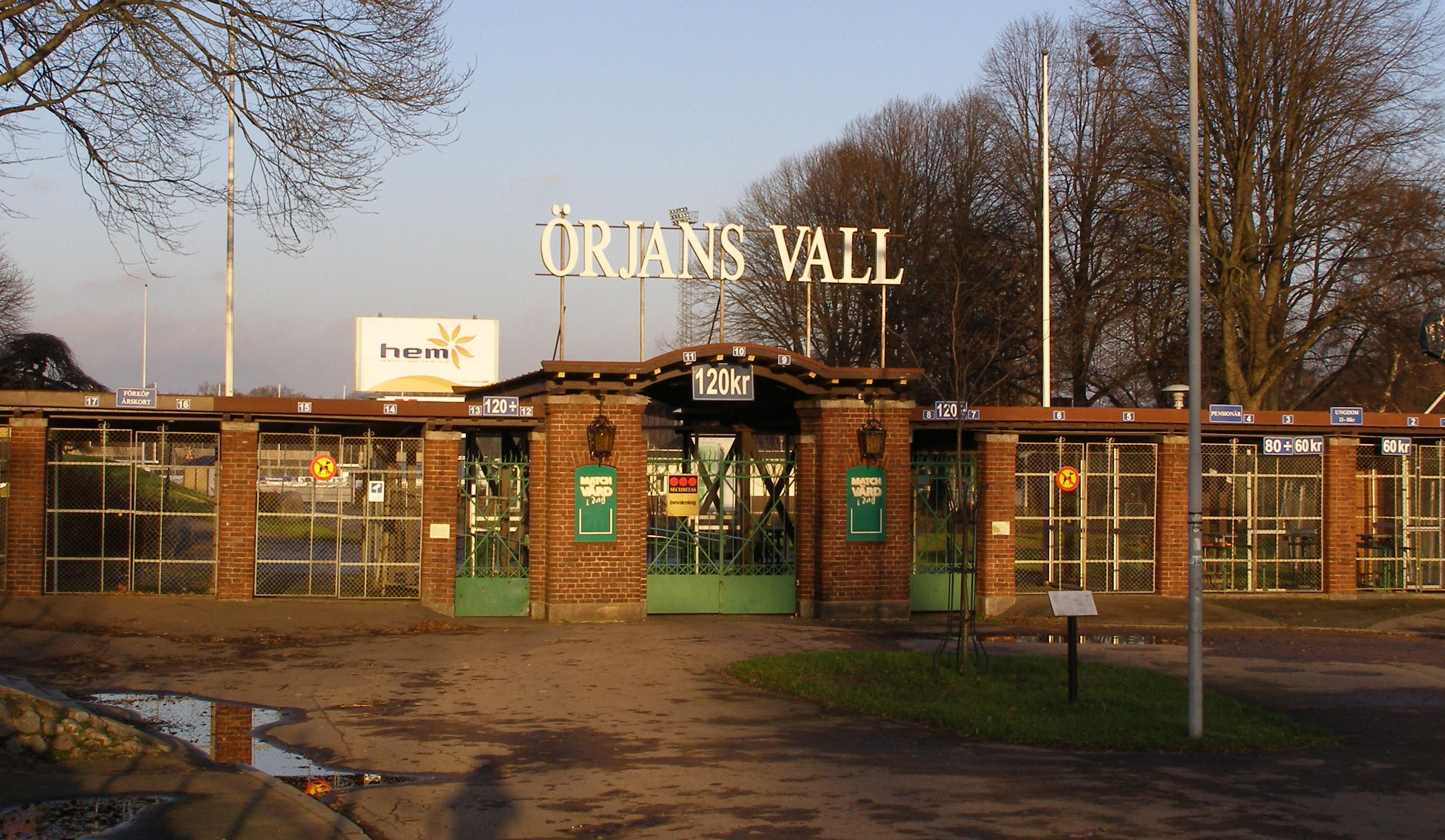
Вхід на Ер'янс Валль

1962 року було встановлено рекорд відвідуваності стадіону під час футбольних матчів. Ця подія сталася під час гри між клубом «ІС Гальмія» та ФК «Ландскруна БоІС», на якій були присутні 20 381 чоловік.
У 1972 році була здійснена масштабна реконструкція, під час якої змінили старі дерев'яні трибуни, встановили табло та освітлення стадіону. Відкриття оновленої арени припало на міжнародний матч між «Гальмстад» та англійським клубом «Вест Гем Юнайтед». У 1980 році стадіон було переобладнано на суто футбольний, а легкоатлетичні змагання переведено до спортивного комплексу Саннарп.
Окрім спортивних змагань Ер'янс Валль неодноразово приймав концерти музичних гуртів. Так у 2004 році під час концертів поп-гурту Gyllene Tider, що відбувалися на стадіоні протягом трьох днів в рамках святкування 25-річчя музичного колективу, було встановлено абсолютний рекорд відвідуваності арени: 14 липня музиканти виступали перед 23 329 глядачами, 15 липня концерт відвідали 23 733 чоловіки, а 18 серпня були присутні 27 168 осіб.
У 2009 році на Ер'янс Валль повернулися футбольні змагання найвищого рівня. Саме тут відбулися три матчі Молодіжного чемпіонату Європи 2009: 15 червня збірна Англії здолала збірну Фінляндії (2:1), 18 червня збірна Німеччини перемогла все тих же фінів (2:0), а 22 червня у напруженій боротьбі німці розійшлися миром з англійцями (1:1). Цікаво, що право на проведення матчів чемпіонату Європи стадіон у Гальмстаді отримав лише після того, як «Бурос Арену» було виключено зі списку місць проведення через організаційні питання, пов'язані із закладами харчування.
Окрім всього Ер'янс Валль став одним зі стадіонів, де мали б пройти матчі Чемпіонат Європи з футболу серед жінок 2013 року.

## Новий стадіон
З початком XXI століття вболівальники «Гальмстаду» все частіше почали говорити про необхідність будівництва нового стадіону через те, що клуб здобував право на виступ у європейських кубках, проте Ер'янс Валль не відповідав нормам УЄФА для матчів Ліги Чемпіонів та Кубку УЄФА. Через це команда змушена була грати на «Уллеві» в Гетеборзі чи «Олімпії» у Гельсінборзі. У вересні 2008 року було ухвалене рішення про будівництво нової арени, натомість старий стадіон планувалося зруйнувати та забудувати місцевість житловими будинками. Завершення будівництва нової арени передбачалося наприкінці 2012 року. Втім, пізніше було оголошено, що ніякої нової арени вболівальникам очікувати не варто, натомість буде проведено капітальний ремонт старого спорткомплексу.